# Corallianassa longiventris
Corallianassa longiventris är en kräftdjursart som först beskrevs av Alphonse Milne-Edwards 1870.  Corallianassa longiventris ingår i släktet Corallianassa och familjen Callianassidae. Inga underarter finns listade i Catalogue of Life.